# Pedrera
Pedrera egy község Spanyolországban, Sevilla tartományban. Pedrera Gilena, Estepa, La Roda de Andalucía, Sierra de Yeguas, Martín de la Jara és Osuna községekkel határos. Lakosainak száma 5085 fő (2024).

## Népesség
A település népessége az elmúlt években az alábbi módon változott:
| Lakosok száma | 5008 | 5027 | 5161 | 5326 | 5374 | 5364 | 5308 | 5194 | 5110 | 5085 |
|               | 2001 | 2004 | 2007 | 2009 | 2012 | 2014 | 2017 | 2019 | 2022 | 2024 |